# Emilio Fernández
Emilio "El Indio" Fernández Romo, född 26 mars 1904 i Coahuila, död 6 augusti 1986 i Mexico City, var en mexikansk regissör och skådespelare. Han regisserade ett 40-tal filmer. Han är mest berömd för filmen María Candelaria från 1946, som han blev tilldelad Guldpalmen för, samt som skådespelare i några av Sam Peckinpahs filmer.

## Filmografi (i urval)
Som regissör
- 1944 – María Candelaria
- 1946 – Enamorada
- 1947 – Rätten att leva
- 1947 – Pärlan

Som skådespelare
- 1933 – Flyg med till Rio! (ej krediterad)
- 1964 – Iguanans natt (ej krediterad)
- 1966 – Banditos
- 1966 – Sju kommer tillbaka
- 1967 – Pansar-diligensen
- 1968 – Kanonen vid San Sebastian
- 1969 – Det vilda gänget
- 1973 – Pat Garrett och Billy the Kid
- 1974 – Jakten på Alfredo Garcias huvud
- 1975 – Breakout
- 1975 – Oh, vilket sjöslag!
- 1984 – Under vulkanen